# Fahrgassenversatz

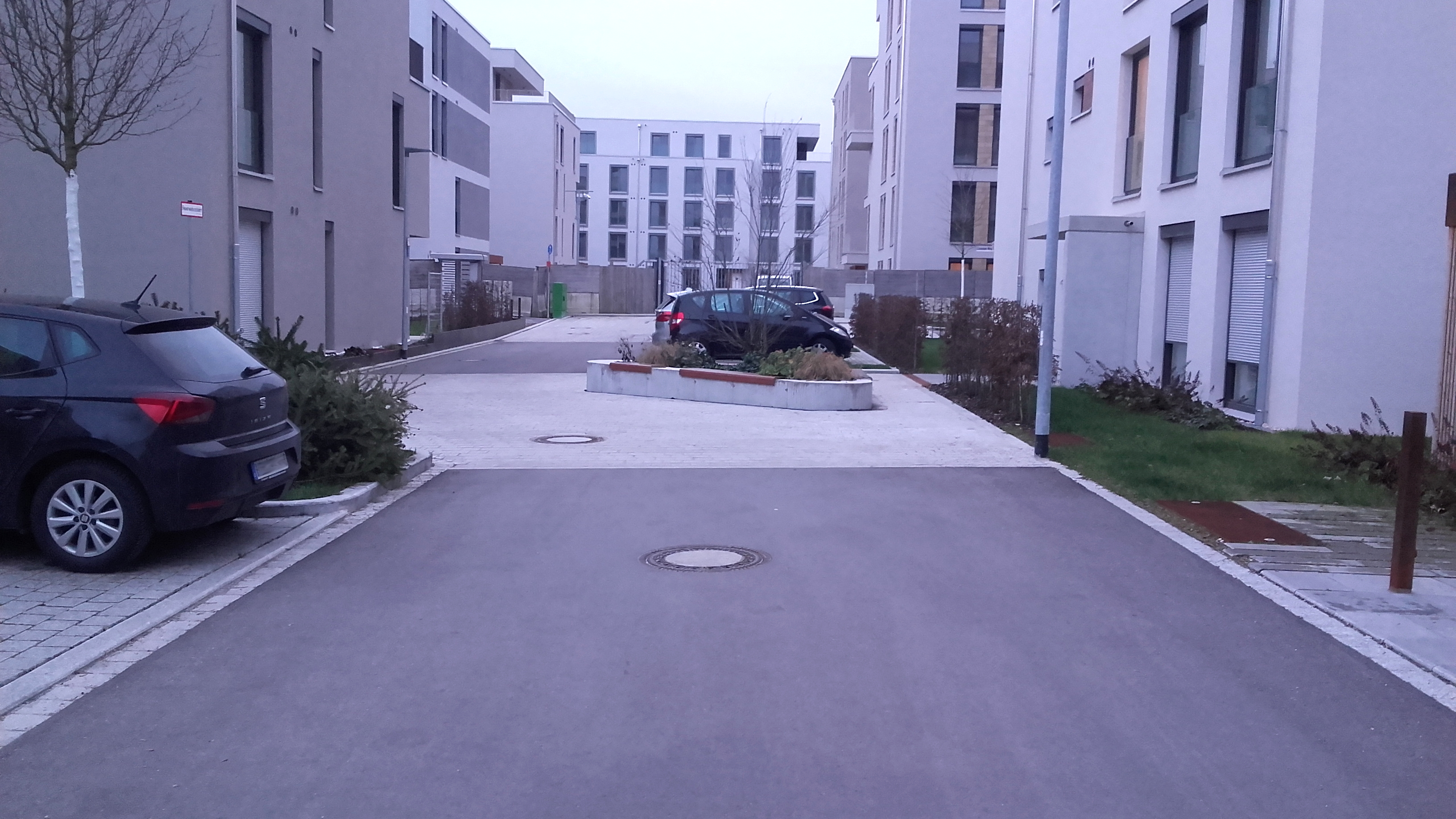
Fahrgassenversatz in einem verkehrsberuhigten Bereich zur Geschwindigkeitsdämpfung

Der Fahrgassenversatz (kurz auch Versatz genannt) ist eine bauliche Maßnahme für innerörtliche Erschließungsstraßen, Anliegerstraßen und Parkplätze zur Verkehrsberuhigung. Dabei wird die Fahrbahn bzw. Fahrgasse seitlich versetzt und damit eine Reduzierung der Fahrgeschwindigkeit angestrebt. Zudem kann ein abwechslungsreicher Straßenraum geschaffen werden und ein langer gerader Straßenzug optisch unterbrochen werden. Die Versatzlänge wird möglichst klein gewählt, um die Geschwindigkeit wirksam zu reduzieren.

## Normen und Standards
- Richtlinien in Deutschland für die Anlage von Stadtstraßen (RASt 06)